# Compuesto de organogermanio
Los compuestos de organogermanio son compuestos organometálicos que contienen un enlace químico carbono - germanio (C-Ge) o hidrógeno - germanio (H-Ge). La química de organogermanio es la rama de la química que estudia sus propiedades químicas y reactividad. El germanio comparte el grupo 14 de la tabla periódica con el silicio, estaño y plomo, y no es sorprendente que la química de organogermanio se encuentre entre la de los compuestos de organosilicio y los compuestos orgánicos de estaño.
La razón principal por la que los compuestos sintéticos de organogermanio son de valor limitado es por el coste de los compuestos de germanio. Por otro lado, el germanio es recomendado como una alternativa no tóxica de muchos reactivos tóxicos de organoestaño y, por ello, compuestos como tetrametilgermanio y tetraetilgermanio se utilizan en la industria de la microelectrónica como precursores del dióxido de germanio en la deposición de vapor químico.

## Historia
El primero compuesto de organogermanio, tetraetilgermano, fue sintetizado por Clemens Winkler en 1887, por la reacción de tetracloruro de germanio con dietilzinc. Sobre el compuesto sesquióxido de bis(2-carboxyetilgermanio) se informó por primera vez en 1966.

## Organogermanos
Los organogermanos son compuestos del tipo R4Ge donde los grupos alquilo R proceden del precursor de germanio más económico, tetracloruro de germanio, y de nucleófilos de alquilo. 
Se observan las siguientes tendencias al comparar con otros elementos del grupo del carbono: la nucleofilicidad aumenta al bajar en el grupo (Si < Ge < Sn), así como el efecto de hiperconjugación conocido como el efecto beta-silicio (Si < Ge << Sn). Ya que el enlace Si-C es principalmente iónico y el enlace Sn-C es principalmente radicalario, los enlaces carbono - germanio tienen naturaleza intermedia.
Al igual que con los silanos, la nucleofilicidad de los germanos de alilo es alta debido a la polarización intrínseca del enlace (diferencia de electronegatividad: 2,55 a 2,01 = 0,54) y el efecto combinado de estabilización sobre los α-carboniones debido al grupo alilo y al átomo de germanio. El sustituyente germanio de la reacción de Sakurai fue descubierto en 1986:
El grupo carbonilo en esta reacción se activa con trifluoruro de boro.

## Hidruros de germanio
El isobutilgermano (IBGe) (Me2CHCH2)GeH3 es el hidruro de organogermanio que es una fuente de germanio líquido de alta presión de vapor para MOVPE. Se está investigando al isobutilgermano como alternativa más segura y menos peligrosa del gas tóxico germano usado en aplicaciones microelectrónicas.
El hidruro de tris(trimetilsilil)germanio (Me3Si)3GeH ha sido investigado como una alternativa no tóxica para muchos hidruros de estaño como el hidruro de tributilestaño.

## Otros compuestos de germanio
Se conocen muchos compuestos intermedios de reacción que contienen germanio: germilenos (carbeno lateral), el radical libre germilo, germinos (carbino lateral).
Al igual que con el silicio y en contraste con el carbono, los compuestos que contienen dobles enlaces Ge=C (germenos) y Ge=Ge (digermilenos) son inestables, pero es conocido, por ejemplo, el germanobenceno, C5H6Ge.

## Enlaces químicos del carbono con el resto de átomos
| CH  |     |     |     |     |     |     |     |     |     |     |     |     |     |     |     |     |     | He  |
| CLi | CBe |     |     |     |     |     |     |     |     |     |     | CB  | CC  | CN  | CO  | CO  | CF  | Ne  |
| CNa | CMg |     |     |     |     |     |     |     |     |     |     | CAl | CSi | CP  | CS  | CS  | CCl | CAr |
| CK  | CCa | CSc | CTi | CV  | CCr | CMn | CFe | CCo | CNi | CCu | CZn | CGa | CGe | CAs | CSe | CSe | CBr | CKr |
| CRb | CSr | CY  | CZr | CNb | CMo | CTc | CRu | CRh | CPd | CAg | CCd | CIn | CSn | CSb | CTe | CTe | CI  | CXe |
| CCs | CBa |     | CHf | CTa | CW  | CRe | COs | CIr | CPt | CAu | CHg | CTl | CPb | CBi | CPo | CPo | CAt | Rn  |
| Fr  | CRa | Rf  | Db  | CSg | Bh  | Hs  | Mt  | Ds  | Rg  | Cn  | Nh  | Fl  | Mc  | Lv  | Lv  | Ts  | Og  |     |
|     |     | ↓   |     |     |     |     |     |     |     |     |     |     |     |     |     |     |     |     |
|     |     | CLa | CCe | CPr | CNd | CPm | CSm | CEu | CGd | CTb | CDy | CHo | CEr | CTm | CYb | CYb | CLu |     |
|     |     | Ac  | CTh | CPa | CU  | CNp | CPu | CAm | CCm | CBk | CCf | CEs | Fm  | Md  | No  | No  | Lr  |     |

| Química orgánica básica.                        | Muchos usos en Química.           |
| Investigación académica, pero no un amplio uso. | Enlace desconocido / no evaluado. |